# Вигнання бісів з Геразинського біснуватого

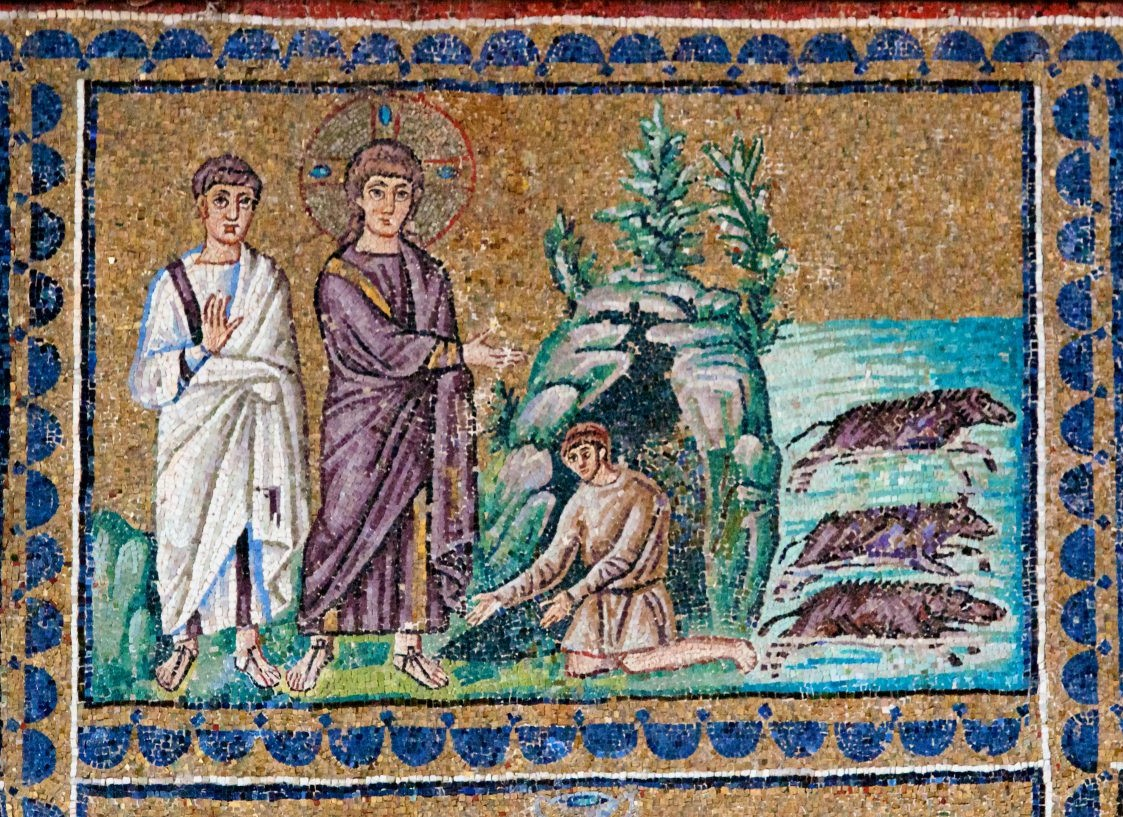
Вигнання бісів з Геразинського біснуватого. Мозаїка у Сант-Аполлінаре-Нуово.

Вигнання бісів з Геразинського біснуватого — євангельська подія, одно з чудес Ісуса Христа описана у синоптичних Євангеліях: Мк. 5:1-20, Лк. 8:26-39, Мт. 8:28-34. Усі євангелисти описують подію вигнання демонів, а євангелисти Лука і Марк подають їхню назву — Легіон.

## Подія
Вечором дня, коли Ісус Христос розповів найбільше притч (Мр. 4:34) на березі Тиверіадського озера, він увійшов з учнями в човен і наказав перепливти на другий бік. Виглядає, що цей виїзд був несподіваний. Напевно Ісус хотів оминути невгамовний настрій людей, що його слухали. Віддаль між двома берегами — кілька кілометрів, але подорож часом буває небезпечна, в основному під вечір, тому, що з недалекої засніженої гори Гермон несподівано зриваються холодні вітри й спричиняють дуже сильні бурі на озері. Так і сталось того вечора. Ісус знесилений цілоденною працею заснув. Перелякані бурею учні збудили його. Ісус утихомирює бурю і вони у тиші причалили до берега. Це напевно був східний берег навпроти Капернауму або Магдали, але його назва не однакова у синоптиків. Євангелист Матей подає подію також дещо відмінно від Луки та Марка, вказуючи що біснуватих було двоє. Така сама відмінність між євангелістами є і описі чуда зцілення двох сліпих у Єрихоні.
| Євангеліє           | Текст |
| ------------------- | --- |
| Євангеліє від Матея | 28 Коли ж він прибув на той бік, у край гадаринський, зустріли його два біснуваті, що вийшли з гробниць, але такі люті, що ніхто не міг перейти тією дорогою. 29. І почали кричати: «Що нам і тобі, Сину Божий? Прийшов єси сюди, щоб нас мучити перед часом?» 30 Оподаль же від них паслося велике стадо свиней. 31 Біси попросили його: «Як ти нас виганяєш, пошли нас в оте стадо свиней.» 32 «Ідіть» — сказав їм. І вийшли з них, і ввійшли у свиней. Тоді то все стадо кинулося з кручі в море й утопилося в хвилях. 33 А пастухи повтікали й, прибігши в місто, все розповіли, а й про біснуватих. 34 Тоді все місто вийшло Ісусові назустріч і, побачивши його, попросили, щоб відійшов з їхніх околиць. |
| Євангеліє від Марка | 1 Перевезлись вони на той бік моря, в країну Геразинську. 2 І коли з човна він вийшов, відразу перестрів його чоловік з гробу, що мав у собі нечистого духа. 3 Він перебував у гробах, і ніхто навіть ланцюгом не міг його зв'язати; 4 — раз-у-раз його зв'язували кайданами та ланцюгами, але він розривав ланцюги і трощив кайдани, й ніхто не міг його уговтати. 5 Днями і ночами, завжди перебував він по гробах та горах, кричав і товк себе камінням. 6 Побачивши здалека Ісуса, він прибіг, уклонився йому 7 і закричав великим голосом: Що мені, та й тобі, Ісусе, Сину Всевишнього Бога? Заклинаю тебе Богом: Не муч мене! 8 Бо він сказав до нього: Вийди, нечистий душе, з цього чоловіка! 9 Ще й спитав його: Як тебе звати? Той же відрік: Легіон — мені ім'я, багато бо нас! 10 І благав його вельми, щоб не виганяв їх з краю. 11 А було там на узгір'ї велике стадо свиней, що паслося собі. 12 Тож удалися до нього з проханням: Пошли нас у тих безрогих, щоб ми ввійшли в них. 13 І дозволив він їм. І вийшовши, нечисті духи ввійшли у свиней, тож кинулось стадо — близько дві тисячі! — з кручі у море та й потопилось у морі. 14 А пастухи їхні повтікали й порозповідали про те в місті та по селах, — то й повиходили побачити, що сталось. 15 Приходять вони до Ісуса та й бачать біснуватого; сидить одягнений, при здоровому глузді, — той, що мав у собі легіон, — і полякались. 16 І розповіли їм очевидці, як воно сподіялося з біснуватим, а й про безрогих. 17 Тож просили його, щоб вийшов з їхніх околиць. 18 І коли сідав у човен, заходився його просити колишній біснуватий про змогу бути при ньому. 19 Ісус же йому не дозволив, а сказав до нього: Іди до свого дому, до своїх, і повідай їм, що Господь зробив для тебе і як змилосердивсь над тобою. 20 Пішов він і взяв проповідувати у Десятимісті те, що зробив йому Ісус, — отож чудувалися всі. |
| Євангеліє від Луки  | 26 Вони пристали в краю Геразинськім, що проти Галилеї. 27 Як Ісус вийшов на берег, трапився йому назустріч один чоловік з міста, що мав бісів. Він з давнього часу вже не носив одежі й мешкав не в хаті, а по гробах. 28 Побачивши Ісуса, закричав, припав йому до ніг і сказав голосом сильним: «Що мені й тобі, Ісусе, сину Бога Всевишнього? Благаю тебе, не муч мене!» 29. Бо він велів нечистому духові вийти з чоловіка. Дух той часто хапав чоловіка, і його тоді в'язали кайданами та ланцюгами й стерегли, та він трощив окови, і демон гонив його по пустинях. 30 Ісус же спитав його: «Як тобі на ім'я?» «Легіон!» — відповів той, багато бо бісів увійшло в нього. 31 І вони благали його, щоб він не велів їм іти в безодню. 32 А було там велике стадо свиней, що паслося на горі. І демони просили його, щоб він дозволив їм увійти в них. І він дозволив їм. 33 Вийшли ті демони з чоловіка, увійшли в свиней, і кинулося стадо з кручі в озеро та й потонуло. 34 Побачивши, що сталося, пастухи кинулись урозтіч і розповіли про це в місті та по селах. 35 І вийшли люди подивитися, що сталось. Вони прибули до Ісуса й знайшли, що чоловік, з якого вийшли біси, сидів при ногах Ісуса, зодягнений та при умі — і злякались. 36 Наочні свідки їм розповіли, як вилікувався біснуватий. 37 Тоді все населення Геразинської округи почало його просити, щоб відійшов від них, бо великий страх огорнув їх. І він увійшов до човна й повернувся. 38 А чоловік, з якого вийшли біси, просив Ісуса, щоб бути з ним, але він відпустив його, кажучи: 39 «Вернися додому й розкажи все те, що Бог зробив тобі.» Пішов той, сповіщаючи по всьому місті, що Ісус зробив йому. |

Слово «Легіон» тоді спричинювало страх. Таке велике число озброєних людей, було поставлене так, що ніщо їм не могло противитись. Присутність стада свиней каже, що все це діялось поза єврейською територією, бо там закон забороняв ті нечисті тварини. Побачивши що сталося, пастухи свиней побігли до близького міста і розповіли про подію. Вийшли люди з міста, перевірили оповідання пастухів і побачили, що той біснуватий уже не такий жорстокий і страшний, був коло Ісуса, спокійний, був одягнений і при умі. Ті чужинці не мали ні найменшого сумніву, що сталося чудо й тому побоялися за своє майбутнє. Як люди практичні, думали, що з таким чудотворцем може статися усе і тому звернувшись до Ісуса «просили його, щоб вийшов з їхніх околиць».

## Місцевість

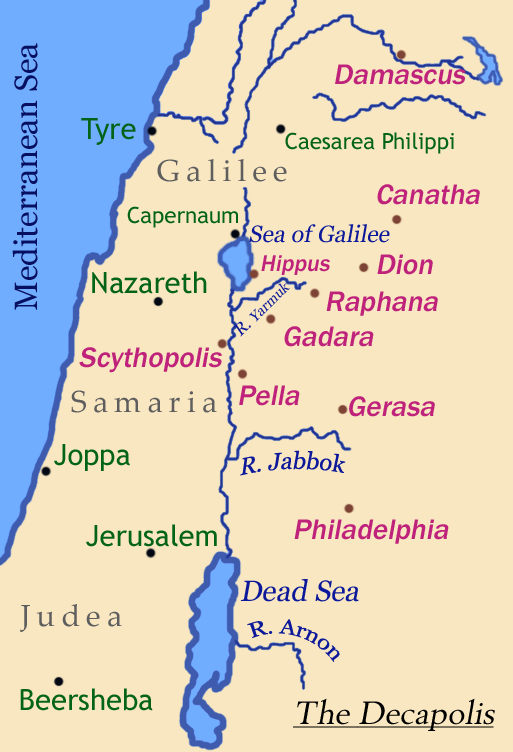
Карта Декаполіса з містом Гадара і Ґераза.

Берег,до якого причалили кораблі був напевно  східний берег навпроти Капернауму або Магдали. Матей зве його «край Гадаринський», Марко «країна Гаразинська», а Лука «край Герезинський». Назви «Гадаринський» і «Геразинський» походить від двох міст Гадара і Гераза, що належали до Десятимістя, поза Йорданом. Але одне і друге були досить далеко від озера, так що досить малоймовірно, що території міст доходили до озера, даючи їм свою назву. На східному березі озера, навпроти Магдали, простягається околиця давнього міста Гіппос. На його околиці є безводна долина ваді ес-Самак, що його з півдня замикає малий мис, що круто спадає у озеро. Багато печер на узбіччі виглядають як давні гроби. Це місце є кандидатом на місця події і найпоширеніший консенсус полягає в тому, що чуда відбулося поблизу міста Герса, сучасного Курсі), поруч ваді ес-Самак та із східним берегом Галілейського моря, і тому в країні  Герезинській.